# Föckinghausen (Melle)
Föckinghausen ist ein Ortsteil der Stadt Melle im Landkreis Osnabrück in Niedersachsen. Der Ort bildete bis 1972 eine Gemeinde im damaligen Landkreis Melle und gehört heute zum Meller Stadtteil Oldendorf.

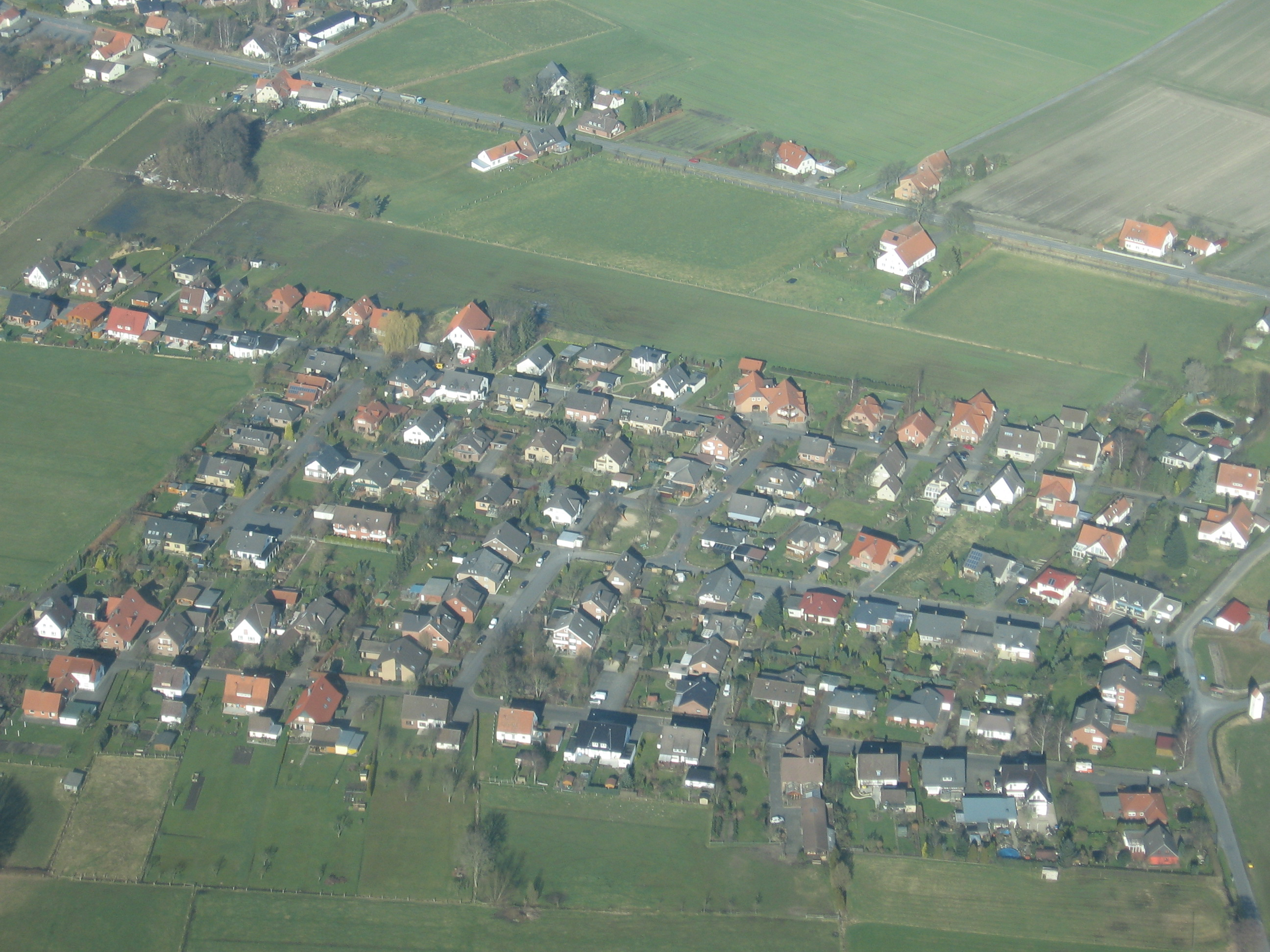
Föckinghausen, Siedlung am Erlenweg

## Geographie
Die ehemalige Bauerschaft Föckinghausen liegt zwischen Westerhausen und Oldendorf im Nordwesten der Stadt Melle. Einen alten Dorfkern gibt es nicht; der Siedlungsschwerpunkz ist die im 20. Jahrhundert entstandene Siedlung zwischen dem Erlenweg und der Eisenbahnstraße.

## Geschichte
Die Bauerschaft Föckinghausen gehörte bis zu den Napoleonischen Kriegen zum Amt Grönenberg des Hochstifts Osnabrück. Von 1807 bis 1810 gehörte Föckinghausen zum Kanton Buer des napoleonischen Satellitenstaats Königreich Westphalen. Von 1811 bis 1813 gehörte der Ort unmittelbar zu Frankreich und dort zur Mairie Oldendorf im Arrondissement Osnabrück des Departements der Oberen Ems. 1814 kam Föckinghausen zum Königreich Hannover und gehörte dort wieder zum Amt Grönenberg. 1867 fiel Föckinghausen mit dem gesamten Königreich Hannover an Preußen und seit 1885 gehörte die Gemeinde zum Landkreis Melle. Innerhalb des Landkreises Melle gehörte die Gemeinde zur Samtgemeinde Oldendorf. Am 1. Juli 1972 wurde Föckinghausen im Rahmen der Gebietsreform in Niedersachsen Teil der Stadt Melle.

## Einwohnerentwicklung
| Jahr | Einwohner | Quelle |
| ---- | --------- | ------ |
| 1871 | 401       | [ 2 ]  |
| 1910 | 441       | [ 3 ]  |
| 1939 | 480       | [ 4 ]  |
| 1950 | 800       | [ 5 ]  |
| 1961 | 650       | [ 5 ]  |
| 1970 | 818       | [ 5 ]  |

## Vereine
Vereine im Ortsteil sind der Heimatverein Westerhausen-Föckinghausen und der TSV Westerhausen-Föckinghausen.